# Dessinateur
Dessinateur byla série skládající se ze čtyř francouzských němých filmů. Jejím autorem byl Georges Méliès a uvedena byla jeho společností Star Film Company. Každý film ukazoval umělce, velmi pravděpodobně samotného Mélièse, který nakreslil karikaturu významné politické osobnosti za méně než minutu.
V srpnu 1896 vznikly ve Spojených státech tři podobně zaměřené filmy, režírované anglo-americkým filmařem Jamesem Stuartem Blacktonem, pod názvem Blackton Sketches. Blackton později natočil další film ve stejném duchu, The Enchanted Drawing (1900). Sám Méliès se k tomuto typu filmu obrátil v roce 1903 s novým krátkým filmem Le Roi du maquillage, který zobrazoval proces kreslení komických tváří na tabuli rychlostí blesku. Mélièsovi politické karikatury jsou uloženy v CNC.
Všechny čtyři filmy ze série Dessinateur jsou považovány za ztracené.

## Filmy
- Dessinateur express (M. Thiers) - Adolphe Thiers
- Dessinateur (Chamberlain) - Joseph Chamberlain
- Dessinateur (Reine Victoria) - královna Viktorie
- Dessinateur (Von Bismarck) - Otto von Bismarck